# フレイミング・パイ (曲)
フレイミング・パイ （原題：Flaming Pie）は、1997年にポール・マッカートニーが発表した表題曲である。

## 概要
本作の表題曲。当初は本作に収録されている「スーベニア」をレコーディングしている際に思い付いたギターフレーズを発展させ、作られた曲である。
歌詞は、1961年の雑誌のインタビューでジョン・レノンが語っていた「ビートルズの名前は、夢の中で、燃えさかるパイ（flaming pie）に乗ってやってきた人に『君たちは、Ａを使ったbeetlesだ』と言われたのが由来」というジョークによるものである。
1996年2月20、27日に歌詞を制作し、歌詞を制作し終えた27日にレコーディングを行った。
ポールのボーカル、ピアノ、ジェフのギターを最初に一発で録音、次にポールのドラムとベース、コーラスをオーバーダブし録音した。
1997年にアルバムフレイミング・パイの宣伝で、テレビ番組『TFI Friday』『Oprah Show』にポールが出演した際にこの曲を披露した。
その後、しばらく披露されることはなかったが、2004年のツアーで突如セットリストに入り、ライブで定番の楽曲となった。

## 演奏
- ポール・マッカートニー：ボーカル、ハーモニー・ボーカル、ピアノ、ドラムス、エレキ・ギター、ベースギター

- ジェフ・リン：エレキ・ギター、ハーモニー・ボーカル